# 春斗站
春斗站（韓語：춘두역）是朝鮮民主主義人民共和國咸镜北道恩德郡的一個鐵路車站，属于春斗线。

## 邻近车站
春斗线
松鹤站 - 春斗站